# 新西爾卡 (霍羅多克市鎮)
49°13′26″N 26°31′21″E / 49.22389°N 26.52250°E
新西爾卡（烏克蘭語：Новосілка）是位於烏克蘭西部的村莊，由赫梅利尼茨基州裡赫梅利尼茨基區的霍羅多克市鎮負責管轄。該村始建於1694年，面積1.51平方公里，海拔高度253米，2001年人口513。